# Věra Beránková-Ducháčková
Věra Beránková-Ducháčková (19. listopadu 1909 Praha – 1994) byla česká sochařka-figuralistka období realismu v Praze.

## Život
Vystudovala Uměleckoprůmyslovou školu v Praze (prof. Josef Mařatka, prof. Karel Dvořák) a pokračovala na Academie Scandinave v Paříži (prof. Charle Despiau). Roku 1936 vyhrála soutěž na pomník Jana Husa pro Panteon Národního muzea v Praze, socha byla osazena roku 1939. Roku 1942 originál sochy odstranili nacisté, po roce 1945 se vrátil na původní místo. Dochoval se také sádrový autorský model v měřítku 1:1 (Lapidárium Národního muzea).
Společně se svým manželem, sochařem Jiřím Ducháčkem (1903 - 1974) navrhla pomník Bedřicha Smetany. Po druhé světové válce se zapojila do programu sochařské výzdoby veřejných prostranství v duchu socialistického realismu.

## Dílo (výběr)
- Dětské hry (1962) – sousoší v areálu Zoo Praha
- Skupinka dětí (1965), původně bronz (?), nyní laminát; Praha 6 - Břevnov, před poliklinikou Pod Marjánkou (1965)[1]

### Portréty slavných osobností
- Pomník Jana Nerudy (1933)
- Pomník Jan Hus se obhajuje před koncilem kostnickým (1939)
- Busta Vítězslava Nezvala (1967)
- Busta Gregora Johanna Mendela v Brně
- Busta Jana Wericha (1987)

Věnovala se také tvorbě medailí (např. Hanse Selye, 1968)

Ukázky tvorby Věry Beránkové-Ducháčkové
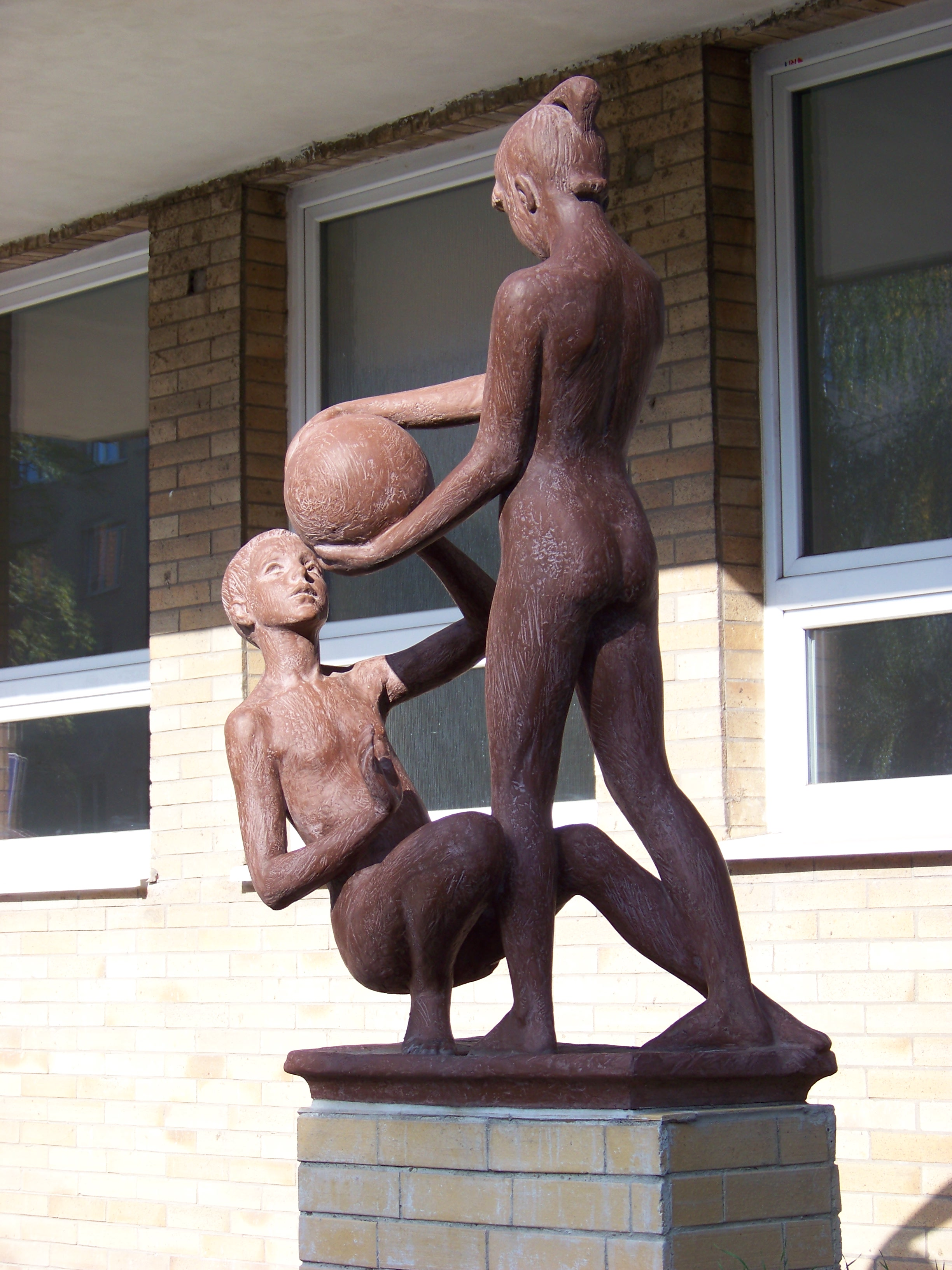
Hrající si děti, poliklinika Pod Marjánkou
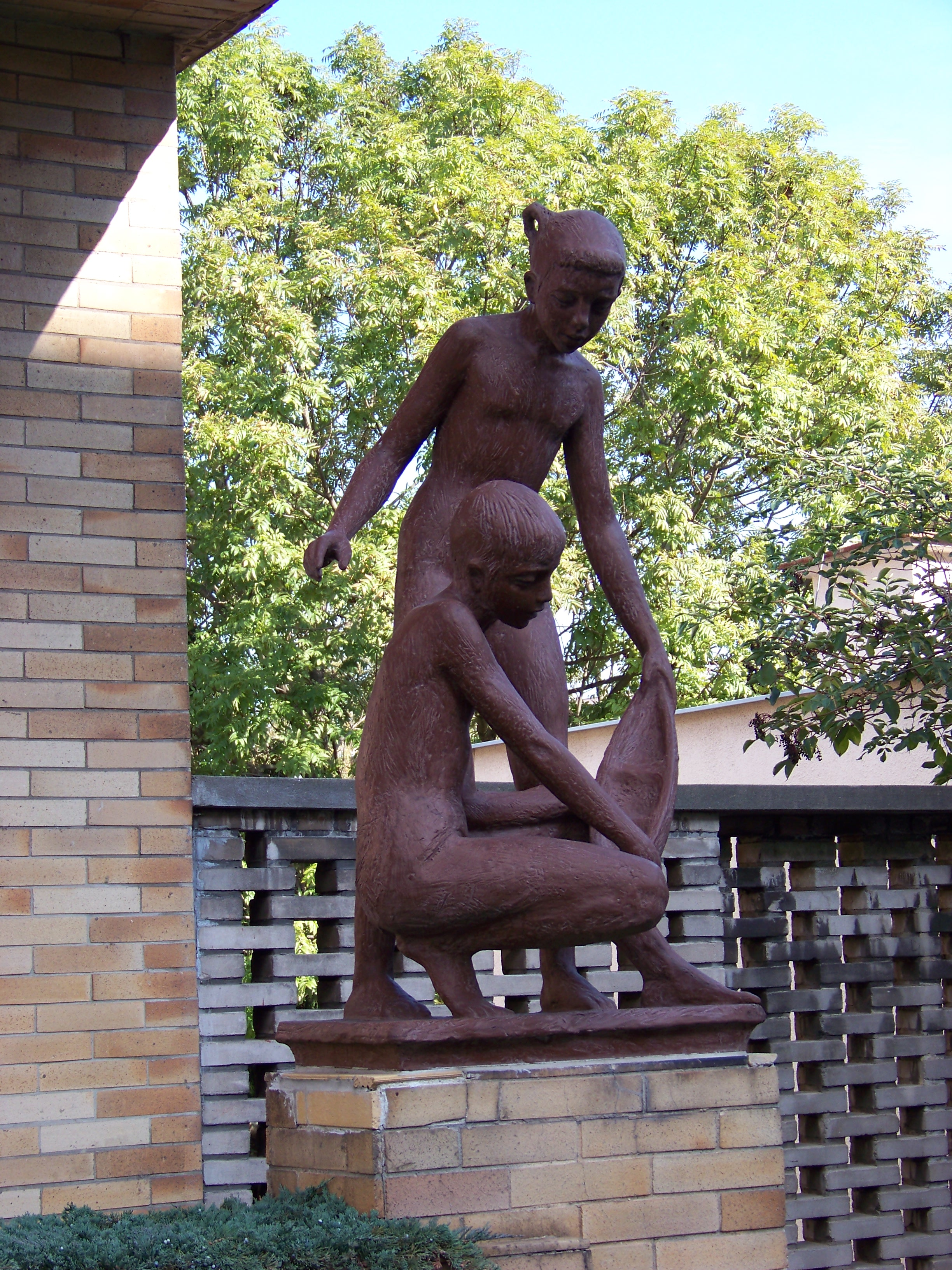
Dívka s chlapcem, poliklinika Pod Marjánkou
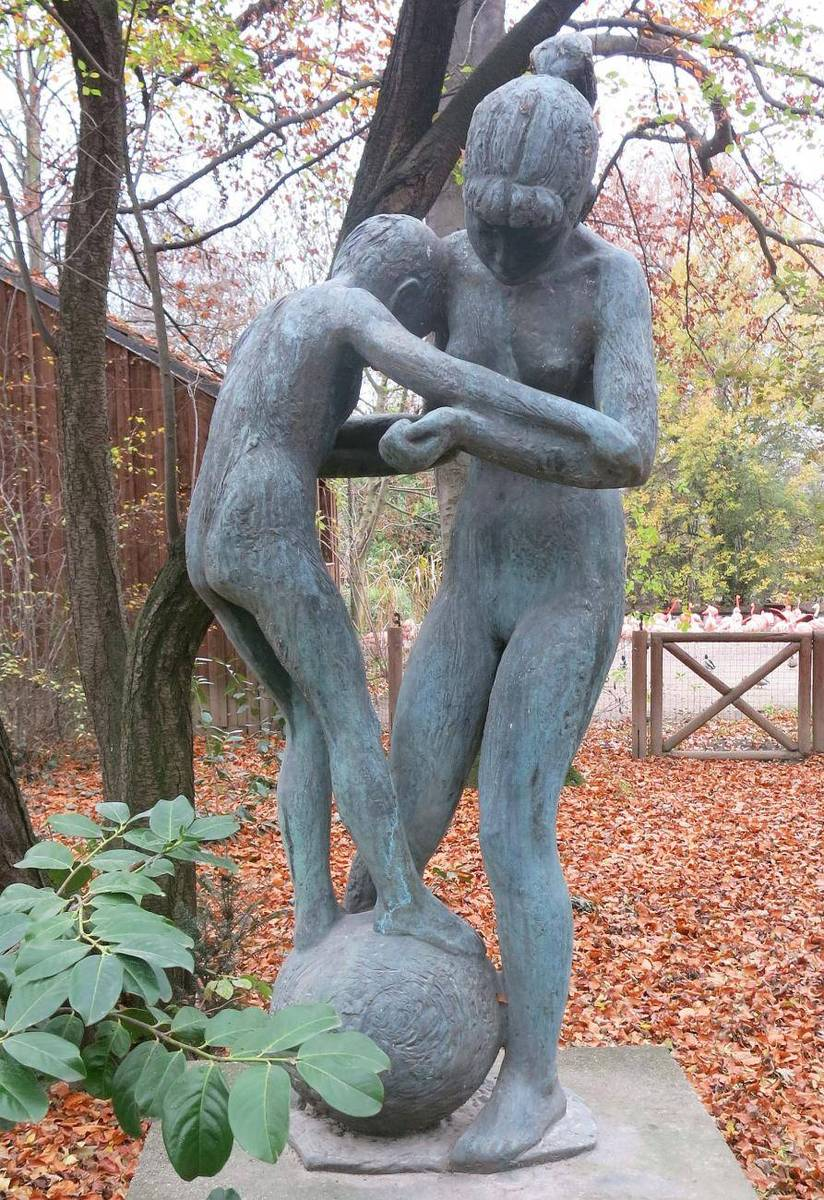
Dětské hry, Zoo v pražské Troji